# Transport ferroviaire en Croatie
Plan
Le transport ferroviaire en Croatie est constitué d'un réseau ferroviaire à écartement normal, 1 435 mm.